# 斎藤愛莉
斎藤 愛莉（さいとう あいり、2003年3月3日 - ）は、日本の女優、グラビアアイドル。徳島県出身。芸能事務所エーライツ所属。

## 来歴
高校1年生の時から芸能活動を視野に入れており、2021年3月に徳島県の高等学校を卒業して上京した。とある舞台作品のプロデューサーに勧められて応募した講談社のミスマガジン2021にて、ファイナリストとしてベスト16に選出され、ABEMAの火曜The NIGHT賞を受賞した。

## 人物
- 身長166cm。スリーサイズはB86・W60・H85[1]。趣味はウォーキング・料理[1]。特技はトランペット・卓球[1]。
- 猫好きだが猫アレルギーである[4]。
- 本気で女優を目指そうと思ったのは、テレビドラマ『僕のヤバい妻』での木村佳乃の演技に感銘を受けたことによるものであり、目標とする女優に長澤まさみを挙げている[2]。
- グラビアの楽しさについては、「本当の自分を出せること」と語る[2]。

## 芸能活動

### 映画
- 『ある家族』監督：ながせきいさむ（2021年）- 看護師 役

### 舞台
- テンダープロ 朗読劇「遠き夏の日」（2020年9月18日 - 22日、大阪・HEP HALL）
- ピウス「アサルトリリィ・イルマ女子美術高校編-The Gleam of Dawn-」（2023年4月13日 - 19日、かめありリリオホール） - 辻本勇渚 役[5]
- ピウス Lily Project 第1弾公演 「アサルトリリィ×私立ルドビコ女学院 シュベスターの祈り」（2023年5月18日 - 21日、シアターサンモール） - 宝城・モニカ・朝妃 役[6]
- テンダープロ 朗読劇「遠き夏の日」（2023年8月18日 - 19日、心斎橋PARCO SPACE14） - 中原房枝 役[7]
- SUPERNOVA「遠く吠えて花火をあげる[8]」空組（2024年5月22日 - 6月2日、王子小劇場） - ルイ 役[9]
- ピウス「アサルトリリィ・御台場女学校-The Snowdrop-」（2024年8月1日 - 11日、紀伊國屋サザンシアター TAKASHIMAYA） - 鈴木因 役[10]
- ピウス「アサルトリリィ・イルマ女子美術高校編-The Bond with the White Rose-」（2024年12月13日 - 15日、こくみん共済 coop ホール／スペース・ゼロ） - 辻本勇渚 役[11]
- イリス・ノワール -魔鏡のクリス-（2025年4月2日 - 6日、六行会ホール）[12] - ナイル 役
- 超次元ミュージカル「ネプテューヌ」Re:BOOT!!（2025年10月1日 - 5日〈予定〉、六行会ホール） - ネプギア 役[13][14]

### その他の出演
- 『矢口真里の火曜The NIGHT〜ミスマガジン水着で大集合SP〜』（2021年、AbemaTV）
- 『超無敵クラス』（2021年、日本テレビ）
- （YouTube）
  - 堀江貴文のホリエモンチャンネル（2022年3月27日）[15]
  - 週刊プレイボーイチャンネル（2022年3月27日）[16]

### ラジオ
- #ラジオのら[17]（2022年7月7日 - 、stand.fm、木曜・日曜19時[18]）- 交代制

## 書籍

### デジタル写真集
- 冬の陽炎（2022年2月7日、集英社［週プレ PHOTO BOOK］、撮影：矢西誠二）[19]
- ヤンマガアザーっす！〈YM2021年52号未公開カット〉（2022年4月15日、講談社［ヤンマガデジタル写真集］、撮影：カノウリョウマ）[20]
- 斎藤愛莉と一週間過ごしてみたら（2022年7月1日、光文社［FLASHデジタル写真集］、撮影：カノウリョウマ）[21]
- 夏の息吹（2022年9月12日、集英社［週プレ PHOTO BOOK］、撮影：熊谷貫）[22]
- カレシ目線。 vol.1･2（2023年2月14日、講談社［FRIDAYデジタル写真集］、撮影：佐藤裕之）[23][24]
- 見つめて、触れて。 vol.1･2（2023年9月22日、講談社［FRIDAYデジタル写真集］、撮影：佐藤裕之）[25][26]
- 白昼夢（2024年7月30日、白夜書房［BUBKAデジタル写真集］、撮影：U-YA）[27]